# Mossbystrand
Mossbystrand är en bebyggelse vid ett strandområde invid Östersjön i Västra Nöbbelövs socken öster om Abbekås mellan Ystad och Trelleborg i Skurups kommun i Skåne län. Från 2020 till 2023 avgränsade SCB här en småort.